# San Justo (Carballeda de Valdeorras)
San Justo (llamada oficialmente San Xusto) es una parroquia y un lugar español del municipio de Carballeda de Valdeorras, en la provincia de Orense, Galicia.

## Organización territorial
La parroquia está formada por dos entidades de población:
- A Medua
- San Xusto

## Demografía

### Parroquia
| Gráfica de evolución demográfica de San Justo (parroquia) entre 2000 y 2022 |
|                                                                             |
| Datos según el nomenclátor publicado por el INE.                            |

### Lugar
| Gráfica de evolución demográfica de San Xusto (lugar) entre 2000 y 2022 |
|                                                                         |
| Datos según el nomenclátor publicado por el INE.                        |